# Кычён
Кычён — деревня в Юкаменском районе Удмуртии, в составе Ёжевского сельского поселения.

## География
Деревня расположена на высоте 154 м над уровнем моря.
Улицы:
- Луговая
- Набережная

## Население
Численность постоянного населения деревни составляет 84 человека (2007).